# Taby Ica
Taby Ica (Ilona; Léva, 1907. március 19. - Léva, 1974. július 27.) szobrász, formatervező.

## Élete
Szülei Taby Lajos postai tisztviselő, 1907-től a lévai ipariskola rajztanára, a helyi kulturális élet tagja és Hagara Júlia (1878-1926) fiatalon elhunyt helyi énekesnő voltak. A családnak a csehszlovák államfordulat után nem volt helyi illetősége, sem csehszlovák állampolgársága. Ezeket Taby Ilona 1932-ben kérvényezte, s csak 1934-ben kapta meg.
Az elemi és polgári iskolát a lévai zárdaiskolában végezte. Felnőttként, 1931–1935 között a pozsonyi iparművészeti iskolában tanult, ahol többek között Jozef Vydra igazgató, Ľudovít Fulla és Mikuláš Galanda is oktatott. A szakmai gyakorlatot a modori kerámiagyárban szerezte meg. Ezt követően szülővárosában szobrászattal, formatervezéssel, reklám- és plakáttervezéssel, egyéb képzőművészeti tevékenységgel foglalkozott.
1943–1967 között a lévai ónixmárványt megmunkáló vállalatok formatervezője volt. 1932-ben a Krisztus levétele a keresztről című gipszdomborművet, 1934 elején Kersék János síremlékét, később a Pálmay-domborművet és a lévai II. világháborús emlékművet készítette el. Ő nyerte el a lévai szovjet emlékmű megtervezését. Hagyatékának jelentős részét 1995-től a lévai Barsi Múzeum őrzi. 1957-ben, 50 éves korában járási asztalitenisz-bajnok lett, emellett szenvedélyes horgász is volt. A lévai római katolikus temetőben nyugszik.